# Prostitución en Bután

Prostitución en Asia. En rojo, el modelo prohibicionista de la prostitución, por el que la venta de servicios y compra es ilegal, al que pertenece Bután.

La prostitución en Bután es ilegal, pero en muchas de las ciudades fronterizas del país (especialmente con la India) hay personas que ejercen abiertamente el comercio sexual. La prostitución se da principalmente en bares, clubes y hoteles. Algunas de las trabajadoras sexuales son contratadas por los propietarios de bares y hoteles para atraer clientes. La prostitución también se da en la capital, Timbu.
Se cree que hay entre 400 y 500 trabajadoras sexuales en el país, muchas de origen pobre, que se dedican a la prostitución por motivos económicos.
En 2017, la ONG Lhak-Sam propuso que el trabajo sexual fuera legalizado por el Gobierno, pero la propuesta fue rechazada.
El tráfico sexual es un problema en el país.

## Turismo sexual
Bután es país de destino de turismo sexual para occidentales e indios. Hay prostitutas de lujo, ya que es más probable que los turistas puedan pagar sus honorarios. La Asociación de Guías de Bután informa de que algunos turistas piden «guías» femeninas para que les acompañen durante su estancia en el país.

## Legislación
El Código Penal de Bután penaliza la prostitución:
Capítulo 26 - Prostitución y delitos relacionados
- Prostitución

373. Un acusado será culpable del delito de prostitución si ofrece, acuerda o participa en una conducta sexual con otra persona a cambio de dinero o bienes.
- Calificación de la prostitución

374. El delito de prostitución será un delito menor.
- Promoción de la prostitución

375. Un acusado será culpable del delito de promoción de la prostitución si:
(a) Posea, alquile, controle, gestione, supervise un burdel o mantenga de cualquier otro modo un negocio de prostitución;
(b) Consigue a una persona para una casa de prostitución;
(c) Aliente, induzca o de otro modo haga intencionadamente que otra persona se convierta en prostituta o permanezca como tal;
(d) Solicite a una persona que patrocine a una prostituta;
(e) Consigue una prostituta para un cliente;
(f) Exija a una prostituta que entregue una parte o la totalidad del dinero o los bienes recibidos como resultado de la prostitución.
- Calificación del fomento de la prostitución

376. El delito de promoción de la prostitución será:
(a) Un delito menor;
(b) Un delito grave de cuarto grado, si la persona utilizada para la prostitución es un niño mayor de 12 años y menor de 18 años; o
(c) Un delito grave de tercer grado, si la persona utilizada para la prostitución es un niño menor de 12 años.
- Patrocinio de una prostituta

377. Un acusado será culpable del delito de patrocinio de una prostituta, si el acusado da dinero, bienes u otra gratificación para participar en un acto sexual.
- Tipificación del patrocinio de una prostituta

378. El delito de patrocinio de una prostituta será:
(a) Un delito menor;
(b) Un delito grave de cuarto grado, si la persona utilizada para la prostitución es un niño mayor de 12 años y menor de 18 años; o
(c) Un delito grave de tercer grado, si la persona utilizada para la prostitución es un niño de 12 años o menos.
- Trata de personas con fines de prostitución

379. Un acusado será culpable del delito de trata de personas con fines de prostitución si transporta, vende o compra a una persona dentro o fuera de Bután con el propósito de que ejerza la prostitución.
- Calificación de la trata de personas con fines de prostitución

380. El delito de trata de personas con fines de prostitución será un delito grave de:
(a) Tercer grado;
(b) Segundo grado, si la persona es un niño mayor de 12 años y menor de 18 años;
(c) Primer grado, si la persona es menor de 12 años.

## Tráfico sexual
Bután es un país de origen y destino de mujeres y niños vulnerables al tráfico sexual. Las niñas butanesas, que trabajan como empleadas domésticas y animadoras en drayungs o bares de karaoke, pueden ser objeto de tráfico sexual, coaccionadas mediante deudas y amenazas de abusos físicos.
En 2024, la Oficina de Vigilancia y Lucha contra la Trata de Personas del Departamento de Estado de los Estados Unidos mantenía la clasificación de Bután como país de "nivel 2".